# Les coses senzilles
Les coses senzilles (títol original en francès, Les Choses simples) és una pel·lícula de comèdia dramàtica francesa dirigida i escrita per Éric Besnard i estrenada el 2023. S'ha doblat i subtitulat al català.

## Repartiment
- Lambert Wilson
- Grégory Gadebois
- Marie Gillain
- Antoine Gouy
- Amandine Longeac
- Déborah Lamy
- Pasquale d'Inca
- Pascal Gimenez
- Betty Pierucci Berthoud
- Magali Bonnat

## Sinopsi
En Vincent és un famós empresari d'èxit. Un matí, l'avaria del cotxe en una carretera de muntanya interromp el seu frenètic estil de vida. En Pierre, que viu apartat del món modern enmig de la natura, l'ajuda i li ofereix la seva hospitalitat. L'amistat entre aquests dos homes tan oposats trastocarà les seves certeses respectives. Realment cadascú viu la vida que vol viure?